# Aloeides swanepoeli
Swanepoel's Copper (Aloeides swanepoeli) là một bướm ngày thuộc họ Lycaenidae. Loài này có ở Nam Phi, nơi nó được tìm thấy ở bờ biển KwaZulu-Natal đến Drakensberg, phía bắc qua Mpumalanga và the tỉnh Limpopo.
Sải cánh từ 25–29 mm đối với con đực và 28–30 mm đối với con cái. Cá thể trưởng thành mọc cánh từ tháng 9 tới tháng 11 và từ tháng 1 tới tháng 2. Mỗi năm loài này có hai thế hệ.